# Chaim Kugel

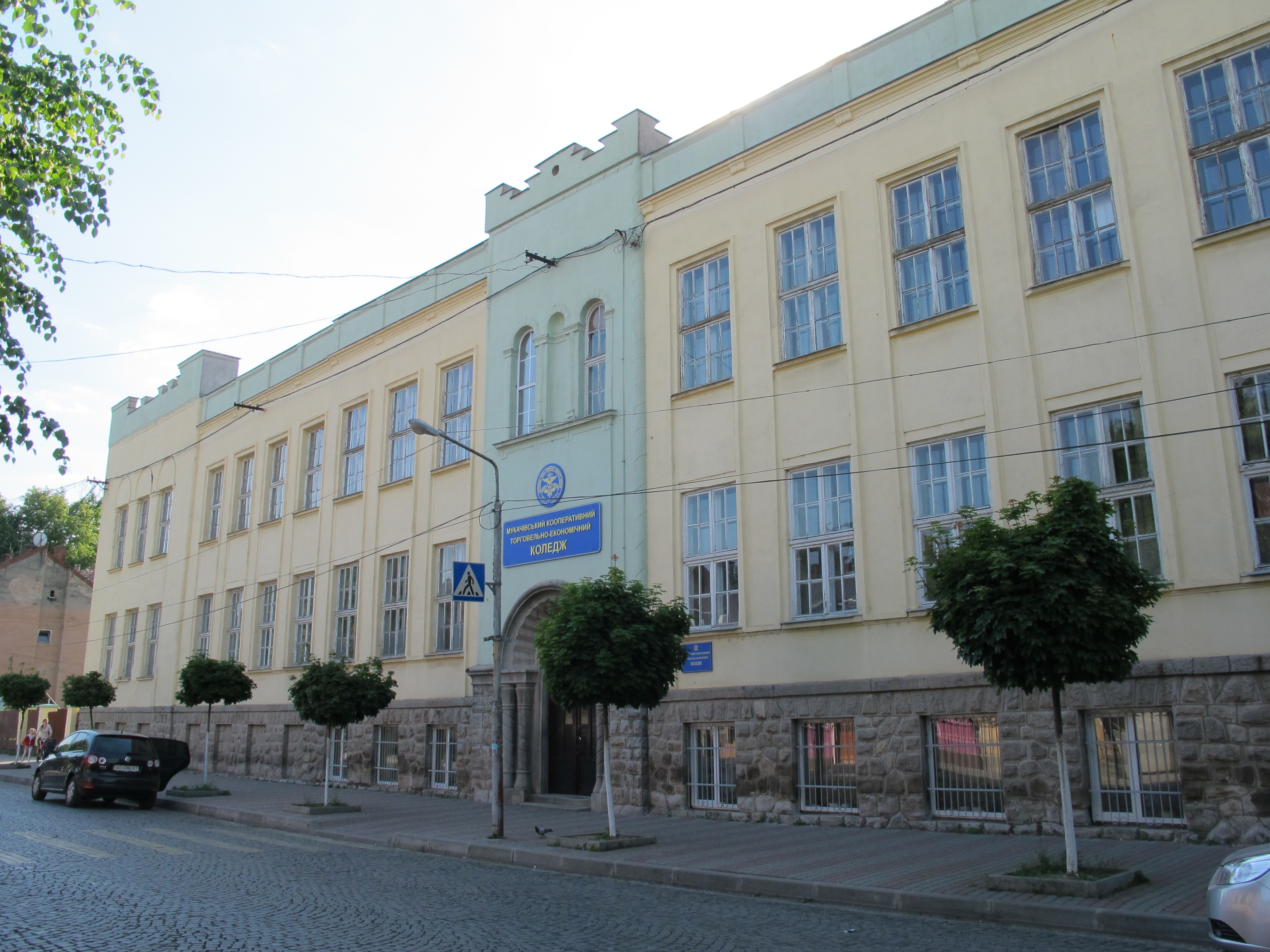
Ehemaliges Hebräisches Gymnasium

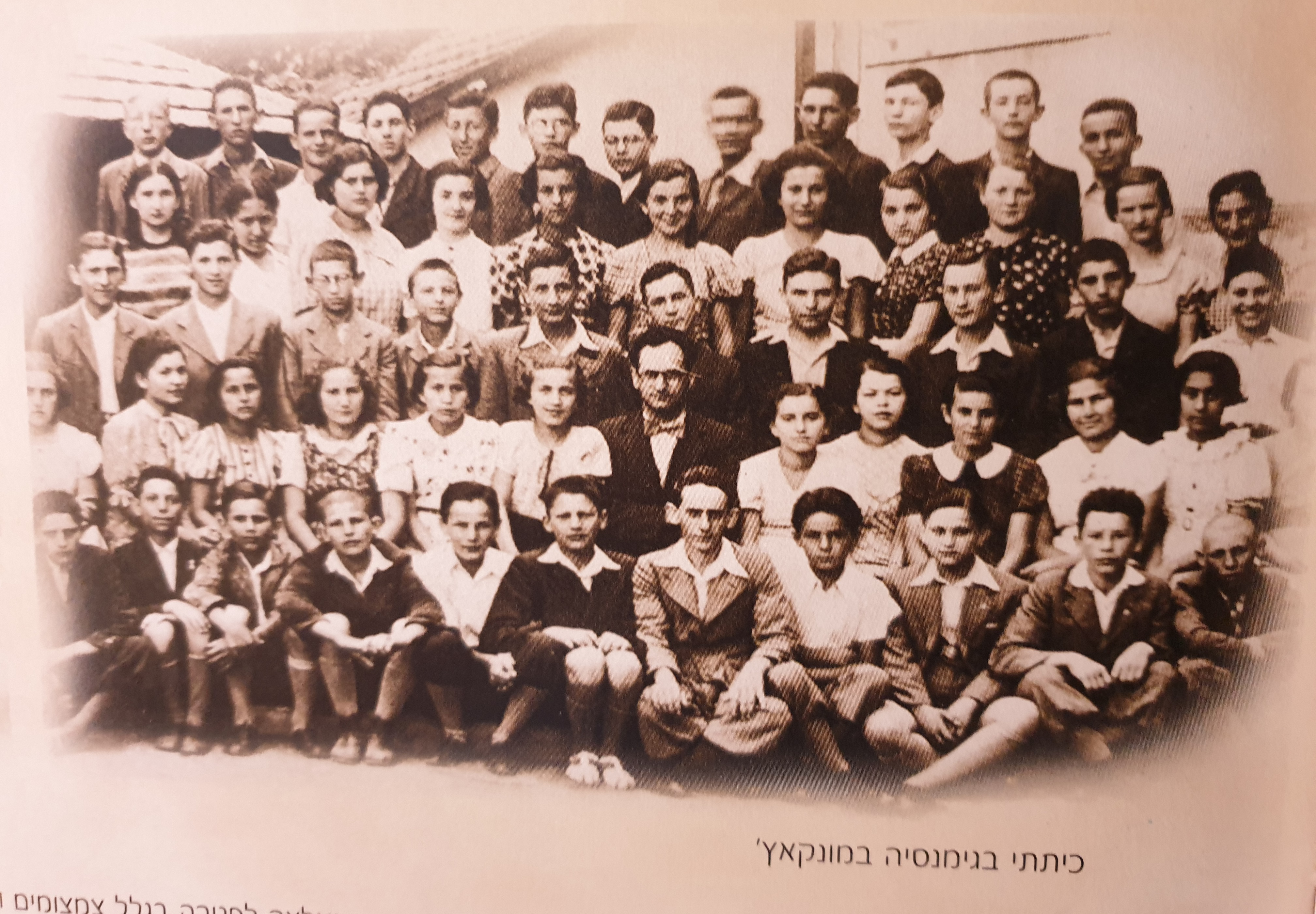
Schulklasse des Hebräischen Gymnasiums 1941

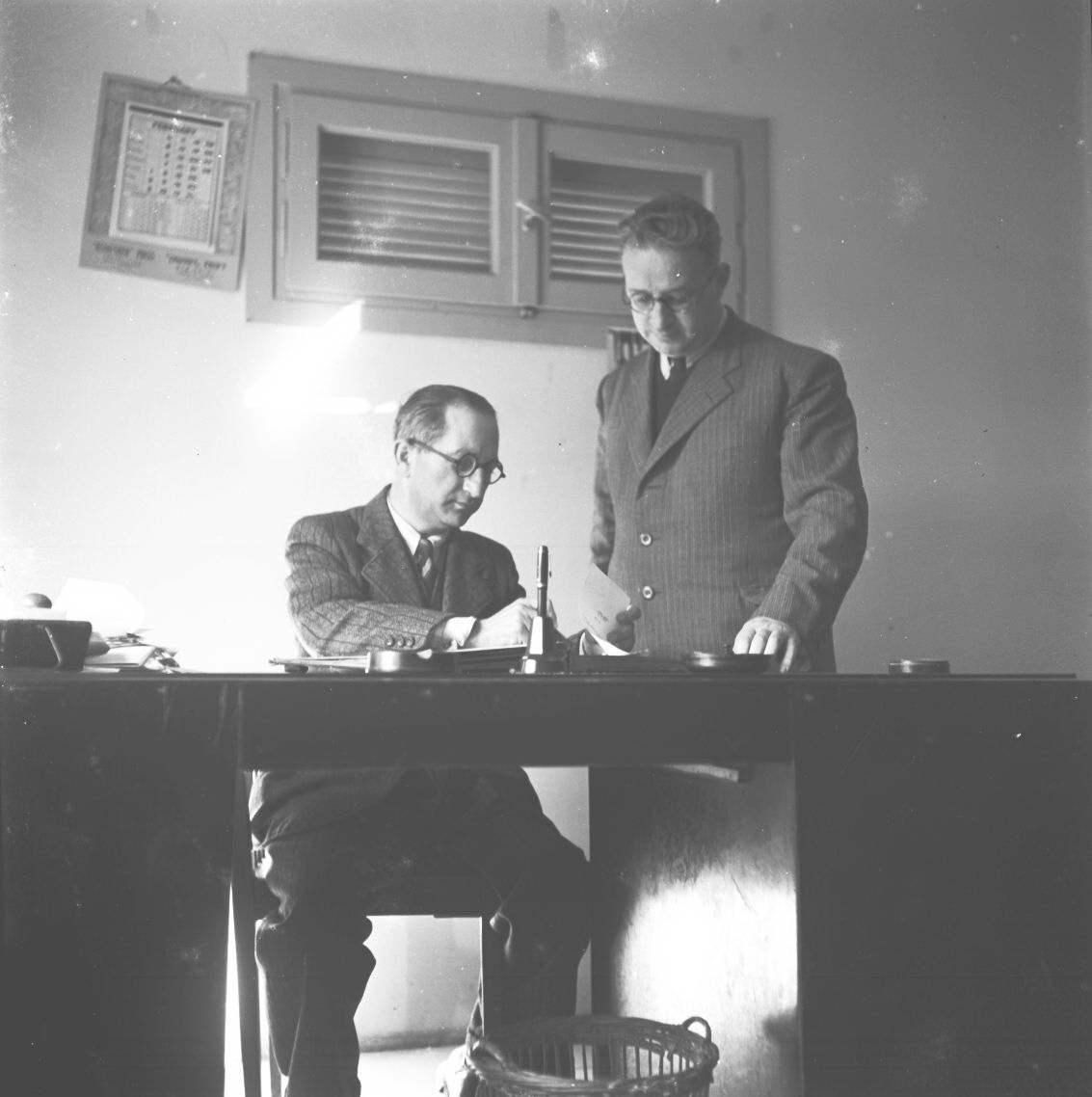
Chaim Kugel (sitzend) bei der Amtseinführung in das tschechoslowakische Parlament als Mitglied der „Jüdischen Partei“ um 1935.

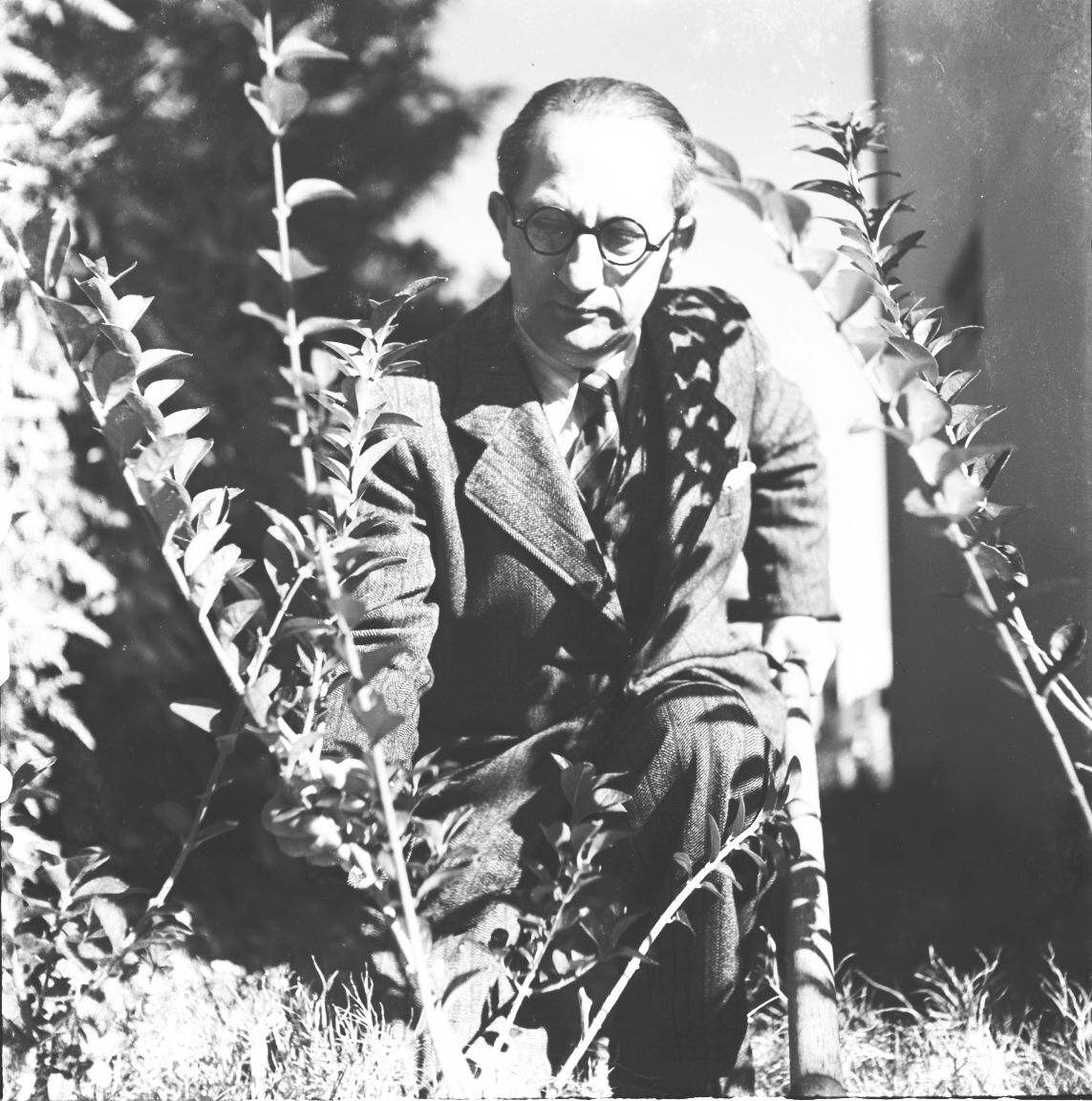
Chaim Kugel in den 1940er Jahren

Chaim Kugel (hebräisch חיים קוגל; geboren am 25. März 1896 in Minsk; gestorben am 4. Februar 1953 in Israel) war ein Lehrer, zionistischer Aktivist, tschechoslowakischer Politiker, Parlamentarier und Bürgermeister der Stadt Cholon in Israel.

## Leben
Als Kugel 1896 geboren wurde, gehörte Minsk zum Russischen Kaiserreich.
Die Stadt Minsk hatte zur Volkszählung 1897 90.912 Einwohner, davon 46.541 Juden (mehr als 51 %).
Kugels Eltern, Nahum und Reisel Kugel, waren aktive Chovevei Zion.
Von 1912 bis 1914 besuchte Kugel auf eigenen Wunsch das Herzlia-Gymnasium in Jaffa.
Durch den Ausbruch des Ersten Weltkrieges konnte er seine Ausbildung dort nicht fortsetzen.
Er studierte dann weiter in Kasan, Jekaterinoslaw und Moskau.
Sein Studium beendete er an der Karls-Universität in Prag.
Dort promovierte er auf dem Gebiet Wirtschaft und Philosophie.
1923 ging Kugel als Abgesandter der Prager jüdisch-zionistischen Studentenunion nach Mukatschewo.
Er begann in der Jüdischen Gemeinde zionistische Ideen zu verbreiten.

## Hebräisches Gymnasium in Mukatschewo
1924 gehörte Kugel zu den Gründern des Hebräischen Gymnasiums von Mukatschewo und wurde dessen Direktor.
In diesem Gymnasium erhielten Jungen und Mädchen gemeinsam von der ersten bis zur zwölften Klasse Unterricht in weltlichen Fächern und in hebräischer Sprache.
Es gab eine Turnhalle, wo Sportunterricht erteilt wurde.
Die Gymnasiumszeit wurde mit dem Abitur abgeschlossen.
Ab 1926 wurde das Gymnasium und sein Abitur vom tschechoslowakischen Staat anerkannt.
1932 machten die ersten Schüler und Schülerinnen des Gymnasiums ihr Abitur.
Zu dieser ersten Abiturfeier sagte Kugel in seiner Festrede:

„Aus der Dunkelheit und dem Schatten der Berge sprühen Funken hellen Lichts, die den Weg zu einer neuen Generation erleuchten, einer Generation der Wiedergeburt! Die hebräische Sprache durchdringt jeden Ort, an dem ein jüdisches Herz schlägt ... ein hebräisches Gymnasium - ein Institut für das Judentum ... und ihr, seine Absolventen, lasst unsere zerstreute und zersplitterte Nation für immer in eurem Blick sein! Glaubt an sie und an ihre Macht, lasst eure Hände, die zu ihrem Nutzen arbeiten, stark sein ...“

Der Jahrgang 1938/1939 hatte 390 Schülerinnen und Schüler.
In den 20 Jahren seines Bestehens bildete das Gymnasium insgesamt 1400 Schüler und Schülerinnen aus.
Das Gymnasium wurde zum spirituellen Zentrum des Zionismus in der Subkarpathen Rus.
Seine Schüler gehörten zu verschiedenen zionistischen Organisationen, darunter
Hatchija, Hechaluz, Bnei Akiva, Tschelet-Lavan (Blau-Weiß), Hanoar Hatzion, Betar und Hashomer Hatzair.
Kugel unterstützte viele Jahre Hashomer Hatzair, bis er sich mit der Organisation zerstritt.
Grund für den Streit war, dass Hashomer Hatzair für die Auswanderung nach Israel eintrat, während Kugel die Aufgabe der Juden mehr in der Subkarpathen Rus sah.
Einige Jahre befand sich die Abteilung von Hashomer Hatzair in Kellerräumen des Gymnasiums.
Durch den Streit mit Kugel musste sie diese Räume verlassen und verlagerte ihre Aktivitäten auf das jüdische Viertel von Mukatschewo und andere Orte der Subkarpathen Rus.
Als Mukatschewo im November 1938 von Ungarn annektiert wurde, schloss das Gymnasium.
Im Januar 1939 öffnete es wieder unter dem Namen Jüdisches Gymnasium und der Unterricht wurde in Hebräisch und Ungarisch fortgesetzt.
Am 18. April 1944, als die Juden von Mukatschewo von den deutschen Nationalsozialisten in das Ghetto getrieben wurden, schloss das Gymnasium für immer seine Pforten.

### Widerstand gegen das Gymnasium
Von Seiten der orthodoxen und der ultraorthodoxen Rabbiner kam heftige Kritik am Gymnasium.
Die weltliche Ausrichtung der Bildung am Gymnasium wurde als Hinwendung zu einer Kultur des Bösen gebrandmarkt.
Wegen seiner Öffnung auch für Mädchen wurde es besonders von Rabbi Chaim Elazar Schapira als Lasterhöhle bezeichnet.
Rabbi Chaim Elazar Schapira verfolgte Kugel, die anderen Lehrer und die Eltern der Schüler des Gymnasiums.
Als 1925 der Grundstein zum Bau des Gymnasiums gelegt wurde, hielt er in der Großen Synagoge eine Zusammenkunft mit schwarzen Kerzen.
Er erklärte Kugel, alle Lehrer des Gymnasiums und alle Eltern, die ihre Kinder auf das Gymnasium schicken wollten, für aus der jüdischen Gemeinschaft ausgeschlossen.

## Politische Tätigkeit
1935 wurde Kugel zum stellvertretenden Vorsitzenden der Jüdischen Partei der Tschechoslowakei gewählt.
Diese zog bei den Parlamentswahlen 1935 mit 9,58 % und 8 Kandidaten, darunter Kugel, ins Parlament ein.
Kugels Mandat endete am 10. November 1938.
Von verschiedenen Seiten gewarnt, gelang ihm 1939 die Flucht nach Palästina.
Kugel wurde 1940 zunächst Vorsitzender des örtlichen Gemeinderates der neu gegründeten Ortschaft Cholon.
Als Cholon 1950 das Stadtrecht erhielt, wurde er dort Bürgermeister.
Dieses Amt übte er bis zu seinem Tod 1953 aus.

## Ehrungen
Eine Hauptstraße⊙ und ein Gymnasium⊙ in Cholon sind nach Kugel benannt.
Seit 1952 wird von der Stadt Cholon ein Kugel-Preis für Literatur und Wissenschaft vergeben.

## Privates
Kugel war verheiratet und hatte drei Kinder.
Sein Enkel, Dr. Chen Kugel, ist ein forensischer Pathologe, Direktor des Nationalen Zentrums für Forensische Medizin Abu Kabir in Tel Aviv.
Kugels Grab befindet sich auf dem Nachalat-Jitzchaq-Friedhof⊙ in Givʿatajim.